# Smârdan (okręg Buzău)
Smârdan – wieś w Rumunii, w okręgu Buzău, w gminie Brădeanu. W 2011 roku liczyła 956 mieszkańców.